# Акхаура
Акхаура (бенг. আখাউড়া, англ. Akhaura) — город и муниципалитет на востоке Бангладеш, административный центр одноимённого подокруга. Площадь города равна 2,35 км². По данным переписи 2001 года, в городе проживало 32 435 человек, из которых мужчины составляли 50,43 %, женщины — соответственно 49,57 %. Уровень грамотности населения составлял 51,5 % (при среднем по Бангладеш показателе 43,1 %). Акхаура является крупным железнодорожным узлом Бангладеш.